# NGC 1518
NGC 1518 is een balkspiraalstelsel in het sterrenbeeld Eridanus. Het hemelobject werd op 13 november 1835 ontdekt door de Britse astronoom John Herschel.

## Synoniemen
- ESO 550-7
- MCG -4-10-13
- IRAS04046-2118
- PGC 14475